# بنيامين ليبيت
بنيامين ليبيت (12 أبريل 1916 - 23 يوليو 2007) (بالإنجليزية: Benjamin Libet)‏ عالم أمريكي رائد في مجال الوعي الإنساني. وهو باحث في قسم علم وظائف الأعضاء بجامعة كاليفورنيا (سان فرانسيسكو). في عام 2003، كان أول من حصل على جائزة نوبل الافتراضية في علم النفس من جامعة كلاغنفورت.

## روابط خارجية
- Obituary from The Los Angeles Times, August 27, 2007.
- Obituary from The San Francisco Chronicle, August 18, 2007.
- Obituary[وصلة مكسورة] from The Davis Enterprise, July 27, 2007.
- Virtual Nobel Prize in Psychology[وصلة مكسورة] Including video of Libet's acceptance speech.
- Short account of Libet's experiments and theory نسخة محفوظة 18 أغسطس 2014 على موقع واي باك مشين.
- Short BBC/Open University animation explaining Liber's experiment